# سیارک ۶۰۹۸
سیارک ۶۰۹۸ (به انگلیسی: 6098 Mutojunkyu، نامگذاری:1991UW3) شش هزار و نود و هشتمین سیارک کشف شده‌است که در ۳۱ اکتبر ۱۹۹۱ کشف شد.
قدر مطلق سیارک برابر ۲۲.۴ است.